# Peter Daniel Bruun
Peter Daniel Bruun, född 18 december 1796 och död 7 juni 1864, var en dansk politiker.
Peter Daniel Bruun tog en juris licentiatexamen 1820, och blev overretsassessor i Viborg samma år. 1839 befordrades han till Höjesteretsassessor. Bruun invaldes 1838 i Jyllands ständerförsamling, var 1842-48 dess ordförande, och invaldes 1848 i grundlagsgivande riksförsamlingen och blev medlem av dess grundlagsutskott. Han spelade där en viktig roll och tillsammans med Christian Magdalus Jespersen uppgjorde han det grundlagsförslag som slutligen segrade. 1849-1863 var Bruun, som tillhörde det nationalliberala partiet högra flygel, medlem av Landstinget samt till 1862 dess talman. Han valdes av Landstinget till medlem av riksrätten 1855-56 över ministären Örsted, och röstade för dess fällande.

## Utmärkelser
- Dannebrogsmännens hederstecken,  1855[1]
- Kommendör av Dannebrogorden,  1856[1]

[Redigera Wikidata]